# Александровка (Камышлинский сельсовет)
Алекса́ндровка (баш. Александровка) (до 2005 года — Александрова) — село в Кармаскалинском районе Республики Башкортостан Российской Федерации. Входит в состав Камышлинского сельсовета.

## География

### Географическое положение
Расстояние до:
- районного центра (Кармаскалы): 27 км,
- центра сельсовета (Камышлинка): 5 км,
- ближайшей ж/д станции (Тюкунь): 1 км.

## История
В 2005 году село Александрова объединёно с посёлком станции Тюкунь.
Текст Закона «О внесении изменений в административно-территориальное устройство Республики Башкортостан в связи с образованием, объединением, упразднением и изменением статуса населенных пунктов, переносом административных центров» от 20 июля 2005 года № 211-З гласит:

ст. 2. Объединить следующие населенные пункты с сохранением наименований:

5) в Кармаскалинском районе:

а) посёлок станции Тюкунь и село Александрова Камышлинского сельсовета, установив объединенному населенному пункту тип поселения — село, с сохранением наименования «Александровка»;

## Население
| 2002 | 2009 | 2010 |
| ---- | ---- | ---- |
| 219  | ↘174 | ↗188 |